# Кокс, Чарльз Томас
Сэр Чарльз Томас Кокс (англ. Charles Thomas Cox; 27 июня 1858, Сент-Китс, колония Наветренные острова, Британская империя — 30 января 1933, Джорджтаун, Британская Гвиана) — британский колониальный деятель, администратор Сент-Кристофер-Невис-Ангильи (1899—1904).

## Биография
Родился в семье  Чарльза Кокса, колониального чиновника в Британской Гвиане и его жены, Арабеллы Луизы Мортон. Был единственным сыном. Получил образование в Уитерсхеме (Кент, Англия).
В 1899 году был принят в адвокатское сообщество Миддл Темпл.
В 1899—1904 годах — администратор Сент-Кристофер-Невис-Ангильи.
В 1904—1913 годах — правительственный секретарь (government secretary) в Британской Гвиане; в 1904, 1906, 1909 и 1911—1912 гг. исполнял обязанности губернатора.

## Награды и звания
- Рыцарь-командор ордена Святых Михаила и Георгия.